# Віллард (Юта)
Віллард (англ. Willard) — місто (англ. city) в США, в окрузі Бокс-Елдер штату Юта. Населення — 1978 осіб (2020).

## Географія
Віллард розташований за координатами 41°24′56″ пн. ш. 112°2′47″ зх. д. / 41.41556° пн. ш. 112.04639° зх. д. (41.415589, -112.046356).  За даними Бюро перепису населення США в 2010 році місто мало площу 18,64 км², з яких 14,69 км² — суходіл та 3,94 км² — водойми.

## Демографія
Згідно з переписом 2010 року, у місті мешкали 1772 особи в 600 домогосподарствах у складі 485 родин. Густота населення становила 95 осіб/км².  Було 633 помешкання (34/км²).
Расовий склад населення:
| - 95,4 % — білих - 0,8 % — азіатів - 0,3 % — корінних американців - 0,1 % — вихідців з тихоокеанських островів - 0,1 % — чорних або афроамериканців - 1,2 % — осіб інших рас |

До двох чи більше рас належало 2,1 %. Частка іспаномовних становила 3,9 % від усіх жителів.
За віковим діапазоном населення розподілялося таким чином: 28,9 % — особи молодші 18 років, 59,1 % — особи у віці 18—64 років, 12,0 % — особи у віці 65 років та старші. Медіана віку мешканця становила 34,6 року. На 100 осіб жіночої статі у місті припадало 98,2 чоловіків;  на 100 жінок у віці від 18 років та старших — 99,7 чоловіків також старших 18 років.
Середній дохід на одне домашнє господарство  становив 74 266 доларів США (медіана — 67 857), а середній дохід на одну сім'ю — 82 808 доларів (медіана — 77 375). Медіана доходів становила 58 261 долар для чоловіків та 38 333 долари для жінок. За межею бідності перебувало 2,7 % осіб, у тому числі 1,2 % дітей у віці до 18 років та 6,2 % осіб у віці 65 років та старших.
Цивільне працевлаштоване населення становило 833 особи. Основні галузі зайнятості: виробництво — 24,5 %, освіта, охорона здоров'я та соціальна допомога — 15,4 %, публічна адміністрація — 14,8 %.